# Heege (Banfe)
Die Heege ist ein Bergwaldbach im Stadtgebiet von Bad Laasphe im nordrhein-westfälischen Kreis Siegen-Wittgenstein. Nach etwa 11⁄2 km langem Lauf insgesamt nach Nordosten mündet er im Laaspher Dorf Banfe von rechts in die Banfe.

## Geographie

### Verlauf
Die Heege hat mehrere Quelläste, der längste davon entspringt auf etwa 569 m ü. NHN in der an der Westseite des Sattels zwischen Wartholzkopf (620,1 m ü. NHN) im Norden und Großem Ahlertsberg (644,3 m ü. NHN) im Süden einsetzenden Talmulde im Bergwald. Der Bach fließt gewunden in um Nordwest schwankenden Richtungen und nimmt auf seinen ersten 400 Metern die beiden anderen Quelläste von rechts und links auf, die kürzer sind und auch tiefer am Berg entspringen. Nach dem zweiten von ihnen setzt eine schmale und nicht sehr lange Waldlichtung am linken Ufer ein, nach deren Schließung bald eine zweite solche folgt.
Ein Waldweg, der bisher dem Bach fast von Anfang an gefolgt ist, gabelt sich dann, zwischen den sich entfernenden Wegzweigen wendet sich der dort nordwärts fließende Bach nach links. Er tritt erst an den Waldrand und lässt dann den Bergwald ganz hinter sich. Weniger als fünfzig Meter danach fließt in der Wiesenaue von rechts und Ostsüdosten in spitzem Winkel der Bach aus dem Banfer Buchholz zu, sein einziger längerer Nebenbach. Dieser ist seit seinem Waldaustritt von einer Baumgalerie begleitet, die sich nun längs der Heege fortsetzt. Diese erreicht aber schon nach weiteren hundert Metern den Ortsrand von Bange.
Zunächst fließt sie im Ort zwischen wenigen locker stehenden Häusern noch offen, geht aber nach weiteren gut hundert Metern am Rand der Siedlungsstraße In der Hege in eine Verdolung, aus der sie weniger hundert Meter weiter auf etwa 363 m ü. NHN neben der Straßenbrücke von rechts in die Banfe einfließt.
Die Heege mündet nach etwa 1,5 km langem Lauf mit mittlere Sohlgefälle von etwa 140 ‰ rund 206 Höhenmeter unterhalb ihrer mündungsfernsten Quelle.

### Einzugsgebiet
Die Heege hat ein etwa 1,0 km² großes Einzugsgebiet, das im Südwittgensteiner Bergland genannten Teil des Rothaargebirges liegt und politisch zur Stadt Bad Laasphe gehört. Weniger als 10 % davon am Unterlauf sind offen, dort liegen Wiesen der Bach- und dann der Flussaue und stehen wenige Gebäude des Ortes Banfe, der übrige Teil ist bewaldet. Der höchste Punkt an der Südspitze auf dem Gipfel des Großen Ahlertsbergs liegt auf 644,3 m ü. NHN, dem steht der andere Berggipfel auf der Hochebene im Osten, der Wartholzkopf mit 620,1 m ü. NHN nur wenig nach.
Reihum grenzen die Einzugsgebiete der folgenden Nachbargewässer an:
- Im Norden gibt es allenfalls kurze zeitweilige Hanggerinne zur Banfe;
- im Osten entspringt jenseits der Bergsattels der Tretenbach, der letzte Zufluss der Banfe;
- im Südwesten fließt der Auerbach etwa nordnordwestwärts und mündet wenig vor der Heege ebenfalls im Ort Banfe in den Fluss Banfe.

### Zuflüsse
- (Bach aus dem Banfer Buchholz), von rechts und Ostsüdosten auf etwa 385 m ü. NHN[1] kurz vor dem Ortsrand von Banfe, ca. 0,6 km[1] und ca. 0,4 km².[1] Entspringt auf etwa 492 m ü. NHN[1] am Nordwestabhang des Wartholzkopfes.